# Premi C. Buddingh'
El Premi C. Buddingh' a la nova poesia neerlandesa és una iniciativa de la Fundació Poetry International. Aquesta organització literària aposta per promoure la poesia i vol estimular l'intercanvi internacional entre poetes, traductors i aficionats de poesia. Les activitats més importants de la fundació són el Poetry International Festival a l'ocasió del qual s'atorga el premi. El premi va rebre el nom del poeta C. Buddingh' (1918-1985).

## Premiats[4]
- 2018: Radna Fabias per Habitus
- 2017: Vicky Francken per Röntgenfotomodel
- 2016: Marieke Rijneveld per Kalfsvlies
- 2015: Saskia Stehouwer per Wachtkamers
- 2014: Maarten van der Graaff per Vluchtautogedichten
- 2013: Henk Ester per Bijgeluiden
- 2012: Ellen Deckwitz per De steen vreest mij
- 2011: Lieke Marsman per Wat ik mijzelf graag voorhoud
- 2010: Delphine Lecompte per De dieren in mij
- 2009: Mischa Andriessen per Uitzien per D
- 2008: Wiljan van den Akker per De afstand
- 2007: Bernard Wesseling per Focus
- 2006: Willem Thies per Toendra
- 2005: Liesbeth Lagemaat per Een grimwoud in mijn keel
- 2004: Maria Barnas per Twee zonnen
- 2003: Jane Leusink per Mos en gladde paadjes
- 2002: Erwin Mortier per Vergeten licht
- 2001: Mark Boog per Alsof er iets gebeurt
- 2000: André Verbart per 98
- 1999: Ilja Leonard Pfeijffer per Van de vierkante man
- 1998: Erik Menkveld per De karpersimulator - premi atorgat però no donat
- 1997: Pem Sluijter per Roos is een bloem
- 1996: Henk van der Waal per De windsels van de sfinx
- 1995: Joke van Leeuwen per Laatste lezers
- 1994: F. van Dixhoorn per Jaagpad
- 1993: Herman Leenders per Ogentroost
- 1992: Anna Enquist per Soldatenliederen
- 1991: Michaël Zeeman per Beeldenstorm
- 1990: Tonnus Oosterhoff per Boerentijger
- 1989: cap guanyador
- 1988: Elma van Haren per Reis naar het welkom geheten